# Atd.
atd. je zkratka pro „a tak dále“. Používá se při výčtech v textu, kdy chce pisatel ukázat, že výčet pokračuje, nebo že se vlastnost opakuje. Před atd. se podle kontextu píše nebo nepíše čárka. České atd. odpovídá latinskému, anglickému a francouzskému etc., tedy et cetera, které se někdy používá také v češtině. Česká fráze „a tak dále“ je kalkem (doslovným překladem) z německého und so weiter, zkratkou usw.